# Инглиш Базар
Инглиш Базар је град у Индији у држави Западни Бенгал. Према незваничним резултатима пописа 2011. у граду је живело 216.083 становника.

## Становништво
Према незваничним резултатима пописа, у граду је 2011. живело 216.083 становника.
| 1991.   | 2001.   | 2011.   |
| ------- | ------- | ------- |
| 139.204 | 161.448 | 216.083 |